# Deutsche Fußball Route NRW

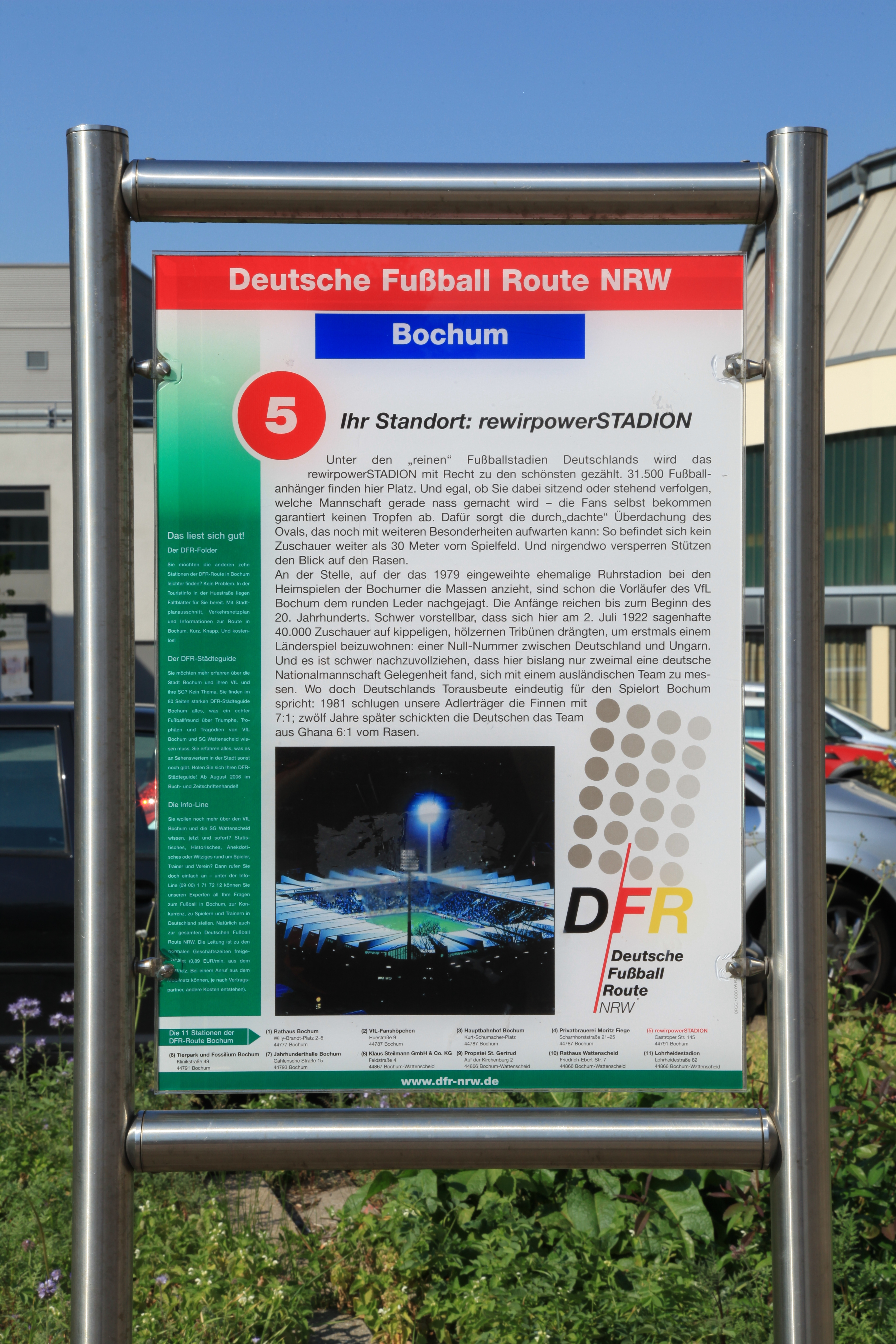

De Deutsche Fußball Route NRW is een toeristische autoroute en fietsroute in Noordrijn-Westfalen, Duitsland. De 800 kilometer lange bewegwijzerde route werd gecreëerd in 2006 en loopt langs plekken die te maken hebben met het Duitse voetbal, waaronder het Deutsches Fußballmuseum. De route doet onder andere Aken, Keulen, Leverkusen, Mönchengladbach, Wuppertal, Duisburg, Essen, Leverkusen aan. 